# Mosteiro de la Murta

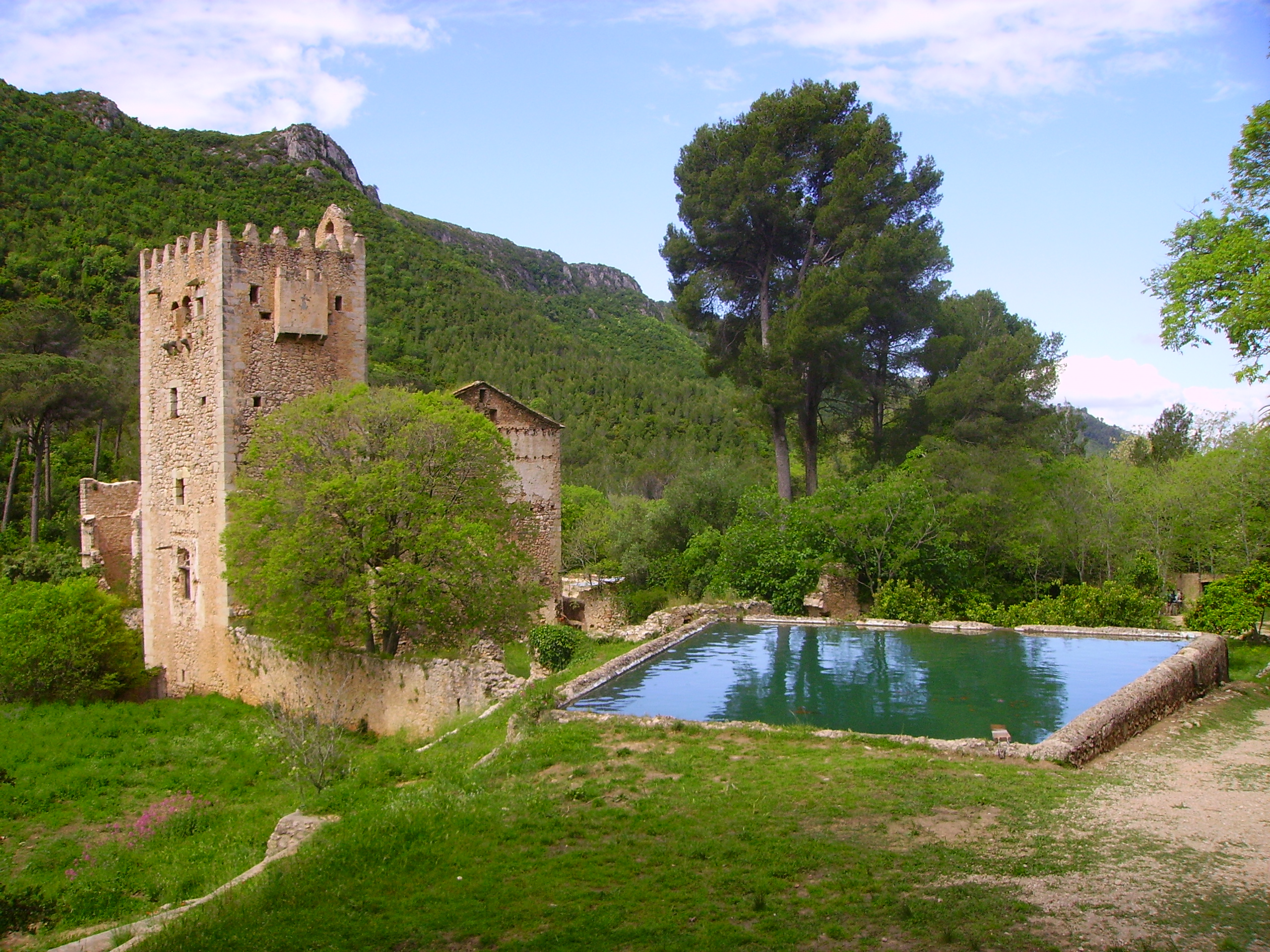

O Mosteiro de Santa Maria de la Murta é um antigo mosteiro da Ordem de São Jerónimo localizado no Vale de La Murta, em Alzira (Valência), Espanha.
Ao longo da sua história foi um importante centro de cultura, espiritualidade e de peregrinação da realeza, da aristocracia e de influentes personagens religiosos. Foi adquirido pela Câmara Municipal de Alzira em 1989 e, a partir de 1995, encontra-se em recuperação e restauro tanto o mosteiro como o envolvente Vale da Murta.